# Kentucky Derby 1912
Kentucky Derby 1912 var den trettioåttonde upplagan av Kentucky Derby. Löpet reds den 11 maj 1912 över 1 1⁄4 miles (2 012 m). Löpet vanns av Worth som reds av Carroll H. Shilling och tränades av Frank M. Taylor.
Förstapriset i löpet var 4 850 dollar. Sju hästar deltog i löpet efter att The Manager och Patruche strukits innan löpet.

## Resultat
| P | S | Häst        | Jockey              | Tränare                  | Ägare                 | Tid     |
| - | - | ----------- | ------------------- | ------------------------ | --------------------- | ------- |
| 1 | 5 | Worth       | Carroll H. Shilling | Frank M. Taylor          | Harry C. Hallenbeck   | 2:09.40 |
| 2 | 7 | Duval       | Oscar Fain          | John C. Gallaher         | Gallaher Bros.        |         |
| 3 | 1 | Flamma      | Johnny Loftus       | John J. Duffy            | E. F. Condran         |         |
| 4 | 4 | Free Lance  | Charles Peak        | Peter W. Coyne           | George J. Long        |         |
| 5 | 3 | Guaranola   | Frank Molesworth    | S. Miller Henderson      | Henderson & Hogan     |         |
| 6 | 6 | Sonada      | Ted Koerner         | John H. "Jack" McCormack | Catesby Woodford      |         |
| 7 | 2 | Wheelwright | George Byrne        | J. Oliver Keene          | Johnson N. Camden Jr. |         |

Segrande uppfödare: R. H. McCarter Potter; (KY)